# Vardaman
Vardaman é uma cidade  localizada no estado americano de Mississippi, no Condado de Calhoun.

## Demografia
Segundo o censo americano de 2000, a sua população era de 1065 habitantes.
Em 2006, foi estimada uma população de 1020, um decréscimo de 45 (-4.2%).

## Geografia
De acordo com o United States Census Bureau tem uma área de
3,5 km², dos quais 3,5 km² cobertos por terra e 0,0 km² cobertos por água. Vardaman localiza-se a aproximadamente 116 m acima do nível do mar.

## Localidades na vizinhança
O diagrama seguinte representa as localidades num raio de 20 km ao redor de Vardaman.